# Anglesea (Victoria)

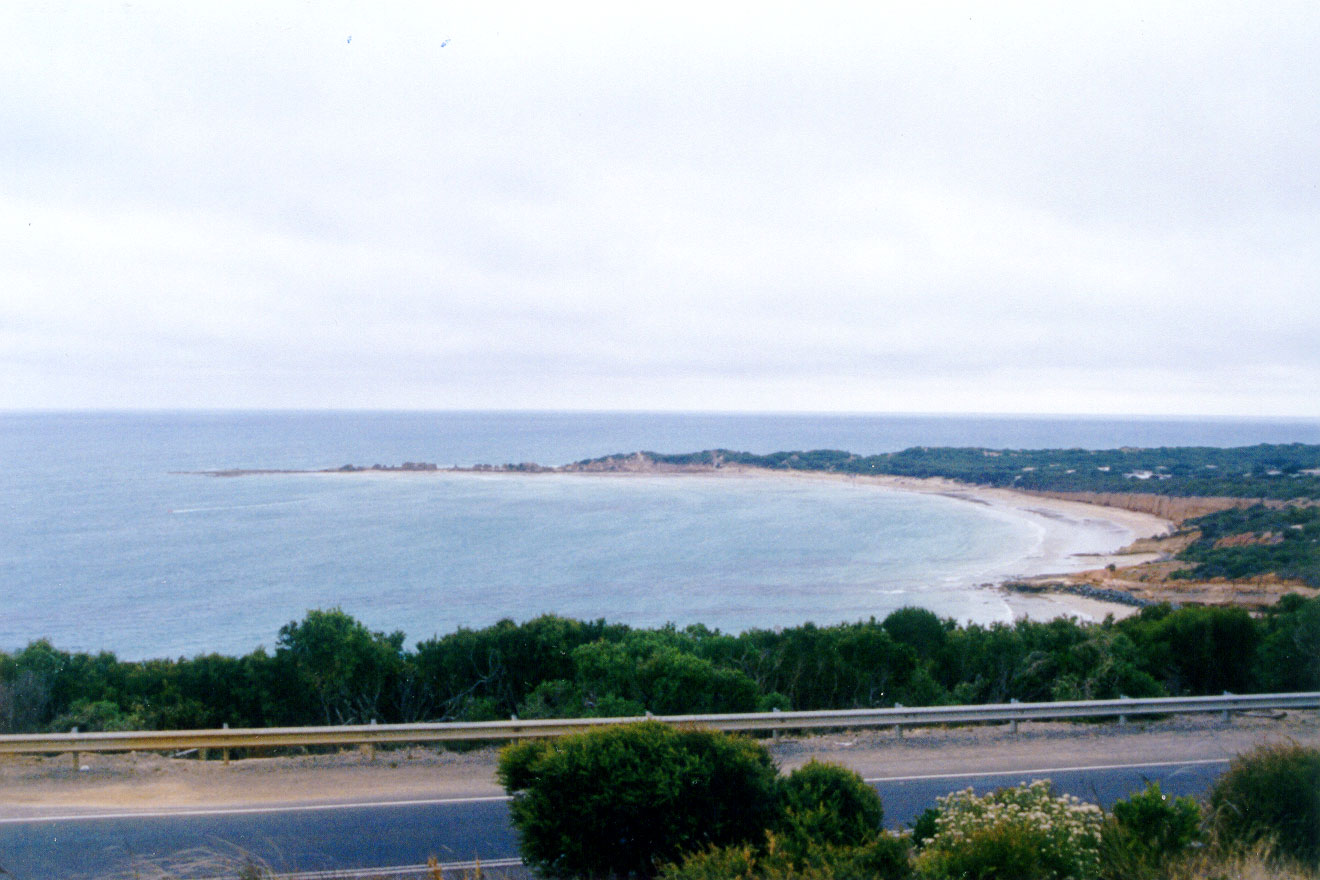
Ein Blick auf den Point Roadknight, wie er von einem Aussichtspunkt über der Great Ocean Road zu sehen ist.

Anglesea ist eine Stadt in Victoria, Australien. Die Stadt an der Great Ocean Road liegt 110 Kilometer von Melbourne, 37 Kilometer von Geelong und 18 Kilometer von Torquay entfernt. 2016 wurden in Anglesea 2.538 Bewohner gezählt.

## Geschichte und Name
Der ursprüngliche Name war Swampy Creek und er wurde 1884 nach der Ernennung des Ortes zur Stadt in Anglesea River geändert. Der Name Anglesea stammt von einer Insel im Nordwesten von Wales. Das Anglesea Post Office wurde am 16. April 1886 eröffnet. 1950 wurde die Stadt in Anglesea umbenannt.

## Tourismus
In den Sommermonaten verweilen zahlreiche Erholungssuchende in der Stadt, die insbesondere an Weihnachten und Neujahr zahlreich anwesend sind, wie auch während der Ferienzeiten von Melbourne. Obwohl der Hauptstrand gute Bedingungen zum Surfen bietet, wählen viele Surfer den Government Beach, der von ihnen Guvvos genannt wird und westlich von Anglesea liegt. Anglesea ist regional für seinen Riverbank Market bekannt, der nah am Fluss an der Hauptstraße von Anglesea liegt, an der Great Ocean Road.
Im September jeden Jahres findet das Angair Wildflower Festival statt.
Der Surf Coast Walk führt durch die Stadt und kann entweder nordöstlich an der Küstenlinie nach Torquay oder südöstlich nach Aireys Inlet fortgesetzt werden.

## Sport
Der Anglesea Football Club spielt in der Bellarine Football League, der Anglesea Cricket Club in der Bellarine Peninsula Cricket Association und der Anglesea Golf Club befindet sich in der Noble Street. Der Golfkurs in der Stadt ist für seine dort lebende Känguru-Population bekannt. Ferner beherbergt Anglesea auch eine Skateboard-Rampe.
Anglesea bietet unerfahrenen und erfahrenen Surfern, je nach Voraussetzung, unterschiedliche Sportmöglichkeiten an. Der Hauptstrand und die Strände am Point Roadknight eignen sich für Anfänger, wie auch für erfahrene und erlebnissuchende Surfer. Letztere können im Norden und Süden der Stadt surfen, oder an verschiedenen in Strandnähe befindlichen Riffen. Die Surfgebiete sind mit Booten oder mit Paddeln auf dem Surfbrett erreichbar. Die Abenteuer suchenden Surfer suchen viele und große Wellen, die von den Aborigines Bombies genannt werden, denn sie können mit unterschiedlichsten Wellenhöhen ankommen, die entsprechenden Surfspaß bieten.

## Sonstiges
Alcoa of Australia betreibt das Kohlekraftwerk Kraftwerk Anglesea und eine Kohlemine im Tagebau bei der Stadt. Es liegt neben einer wegen seiner biologischen Vielfalt bedeutenden Landschaft, die unter nationalem Naturschutz steht, der Anglesea Heath.
Im Februar 1983 erreichte eines der verheerendsten Buschfeuer Australiens, die Ash Wednesday Fires, das Stadtgebiet, das zahlreiche Häuser zerstörte.